# باسم عبده
باسم جمال عبده هو سياسي أسترالي وهو عضو في القسم الفيدرالي لكالويل ممثلاً لحزب العمال بعد الحملة للحصول على المقعد في الانتخابات الفيدرالية الأسترالية لعام 2025.

## السيرة
عبدو فلسطيني أسترالي. وُلِد في الكويت لأبوين من الضفة الغربية لجأوا إلى الأردن بعد حرب الأيام الستة ثم انتقلوا في النهاية إلى أستراليا في عام 1991.
قبل انتخابه كان مستشارًا لعضو البرلمان ماريا فامفاكينو. انتخب لخلافة فامفاكينو في انتخابات عام 2025. هو مسلم .